# Cap sur le vélo
Cap sur le vélo, quelquefois raccourci en Cap'vélo, est le service de Grand Poitiers de location d'environ 1 000 vélos classiques et à assistance électrique.

## Caractéristiques
Le service créé en septembre 2007 dispose d'un local principal au sein du Pôle d'échange multimodal de la gare et un second sur le domaine universitaire (bâtiment B32).
Il est possible de louer un vélo à la journée, à la semaine et au mois.
Les vélos sont soit classiques (vélos de ville avec panier, VTT homme ou femme, vélos enfant), soit à assistance électrique (vélos à cardan, vélos pliants).

## Historique
Le service tire son nom de l'ancien acronyme de l'intercommunalité à l'origine : CAP Communauté d'agglomération de Poitiers.
La collectivité pictavienne est l'une des premières en France à avoir proposé des vélos ayant l'assistance électrique. Le succès de ce nouveau mode de déplacement, à fortiori dans une ville aux reliefs prononcés, et à des tarifs attractifs, a entraîné des listes d’attente de plus d’un an pour pouvoir louer un vélo électrique . Le service a pendant plusieurs années possédé la plus grande flotte de vélos à assistance électrique de France.
| Année | Nombre de vélos standards | Nombre de vélos à assistance électrique |
| ----- | ------------------------- | --------------------------------------- |
| 2011  | 221                       | 76                                      |
| 2012  | 250                       | 210                                     |
| 2013  | 250                       | 328                                     |
| 2014  | 250                       | 538                                     |
| 2015  | 250                       | 700                                     |
| 2019  | 145                       | 810                                     |